# Široká Niva
Obec Široká Niva (dříve Bretnová nebo Bretnov, německy Breitenau, polsky Szeroka Niwa) se nachází v okrese Bruntál v Moravskoslezském kraji. Žije zde 550 obyvatel.

## Části obce
- Široká Niva (k. ú. Široká Niva a Markvartice u Široké Nivy)
- Pocheň (k. ú. Široká Niva)
- Skrbovice (k. ú. Skrbovice)

## Historie

### Prameny
Historií vesnice Široká Niva, a tedy i historií Bretnova, Markvartic, Skrbovic, Kunova a Pochně, včetně Jakubčovic, se souvisleji dosud žádná tištěná publikace nezabývala. Důležitým zdrojem poznatků o historii obce jsou proto rukopisy, místní kroniky, záznamy vzpomínek pamětníků a archivní materiály. Především je to německy psaná Kronika obce Bretnov (Gedenkbuch der Gemeinde Breitenau), založená a vypracovaná odborným učitelem bretnovské školy Maxmiliánem Grossem v letech 1930–1936. Má tři části. Poměrně obsáhlou úvodní část s některými poznatky z historie Bretnova od 15. století do 20. let 20. století, nikoliv však zpracování celé historie obce. Druhá část je popisem stavu Bretnova v polovině 20. let minulého století ze zeměpisného hlediska a dále s popisem stavu zemědělství, obchodu a řemesel, školství, náboženství, spolkového života, zvyků a místní správy. Třetí část obsahuje roční zápisy za léta 1931 až 1935. Protože Maxmilián Gross byl v roce 1935 přeložen, zápis za rok 1936 sepsal bretnovský varhaník Bruno Link. Rokem 1936 zápisy skončily. Po válce byla kronika předána do archivu, kde je uložena dosud.

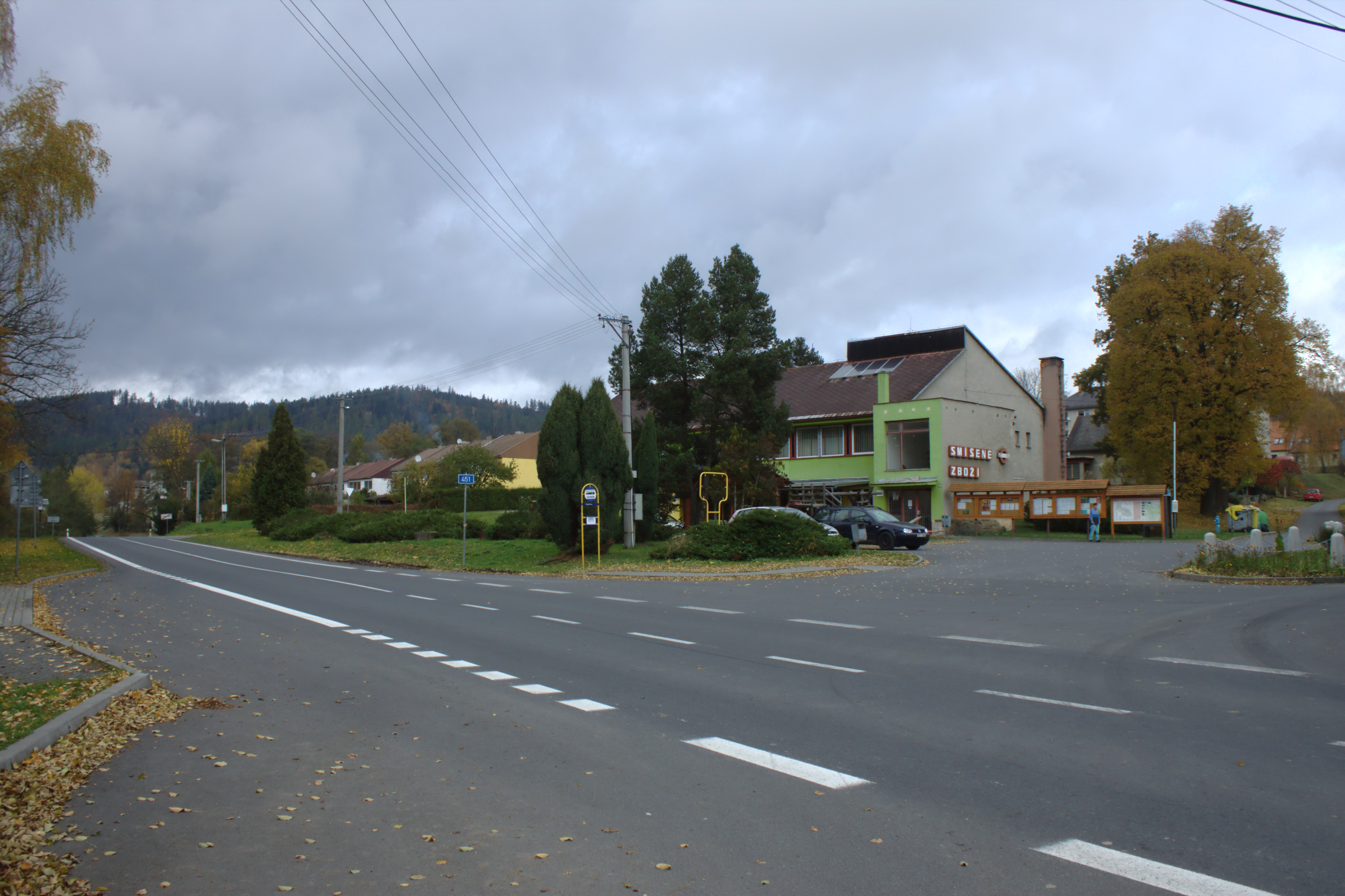
Hlavní silnice

Rovněž německy psaná Kronika farnosti bretnovské od roku 1900 (Gedenk-Buch der Pfarrsprengels Breitenau vom Jahre 1900) má stručný úvod a pak občasné poznámky k jednotlivým rokům a několik příloh. Kroniku založil v roce 1899 Johann Maiwald (1851–1914), který byl farářem v Bretnově v letech 1891 až 1901. Po něm do kroniky dopisovali běžné události jednotliví faráři do roku 1936 a pak zápisy ustaly. Po roce 1945 v češtině zápisy pokračovaly až rokem 1951 a pak sporadicky záznamy jednotlivých administrátorů do roku 1982. Kronika byla uložena naposledy na farním úřadě v Železné. V polovině devadesátých let minulého století byla kronika ztracena a nadále je k dispozici pouze její úplný opis.
Z historických kronik je v archivu k dispozici ještě česky psaná Kronika školní jednotřídní obecné školy ve Skrbovicích. Kronika byla vedena za léta za léta 1946 až 1962, založil ji Maxmilián Weiss, učitel ve Skrbovicích.
Široká Niva má dvě živé kroniky. Je to Kronika školy, založena v roce 1946 Aloisem Kokotíkem, řídícím učitelem v Bretnově, a vedena dosud ředitelkami základní školy, nyní pokračuje druhým dílem. Uložena v základní škole v Široké Nivě. Dále obecní kronika Široká Niva I., založená v roce 1980 obecním kronikářem Vlastimilem Mohelníkem a vedena dosud, rovněž pokračuje druhým dílem. Je uložena na obecním úřadě v Široké Nivě. Žádná z kronik nebyla nikdy ani částečně publikována, nebyla ani citována.

### Novodobé dějiny

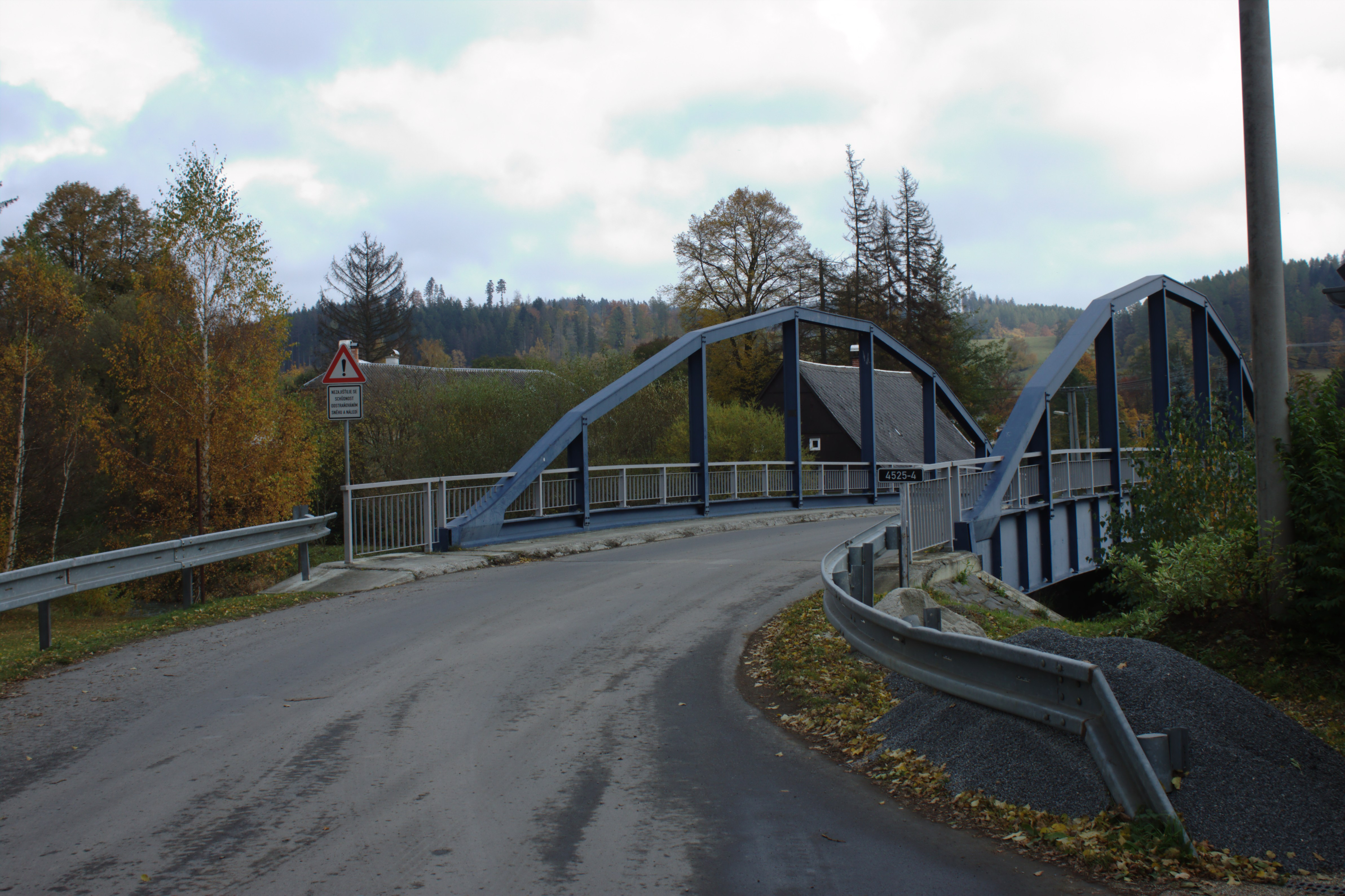
Most přes řeku

V roce 1989 a zejména pak v roce 1990 došlo v Československu k zásadním demokratickým změnám, které se projevily i v obci, byť zpočátku nijak výrazně. Skončila činnost místního národního výboru, jako nejnižšího článku státní správy a v obci začalo působit obecní zastupitelstvo v čele se starostou. Jako první starosta byl zvolen František Kočař. Stavba vodovodu pokračovala a byla dokončena v roce 1994. V rámci zvelebení obce bylo ještě přestavěno někdejší kino na Obecní společenský a kulturní dům. Na obci se podepsala i velká povodeň 6. až 9. července 1997. Menší povodně, kdy řeka vystoupila ze břehů, nebyly nijak zvlášť výjimečné, tato voda byla stoletá, naposledy ničila Širokou Nivu v roce 1903. Vlna solidarity a pomoci obci byla však účinná a během několika let se podařilo škody napravit, včetně nového mostu přes Opavu zkolaudovaného koncem června 1998.
Skončily také národní podniky a státní statky a začaly je nahrazovat soukromé společnosti a podniky. V devadesátých letech vzniklo i v Široké Nivě několik firem, které zaměstnávaly celkem i několik desítek pracovníků. Hospodářství statku v Široké Nivě zatím fungovalo, protože se nevědělo, jak se bude celá situace v zemědělství řešit. Do zemědělství však již nešly téměř žádné dotace a současný stav nebyl udržitelný. Nesmírně zadlužené hospodářství statku postupně propouštělo pracovníky, ceny vstupů do zemědělství rostly a o zemědělské produkty nebyl zájem. Nikdo ze zemědělců nejevil zájem o privatizaci statku a proto půda zůstala v rukou státu, který ji prostřednictvím Fondu národního majetku pronajímal. Nájemci však neprovozovali zemědělskou výrobu, ale pouze udržovali krajinu. Širokonivský statek přestal existovat k 1. červnu 1993 a nájemcem se stal Petr Flok. Počet pracovníků klesl na 22 a dále klesal, začala se projevovat nezaměstnanost. V polovině devadesátých let byla zatím mírná, v podstatě každý, kdo opravdu chtěl pracovat, práci získal. Práce se dala získat i v místě. S postupem času však některé malé firmy končily svou činnost a nové nevznikaly. V zemědělství počet pracovních příležitostí klesl na asi 7. I mimo obec bylo pracovních příležitostí stále méně a nezaměstnanost zasáhla v roce 2002 18 % ekonomicky aktivních obyvatel. Petr Flok skončil jako nájemce k 31. prosinci 1999 a po něm měla pronajatu podstatnou část areálu bývalého státního statku firma FA-BIO Světlá Hora, Ing. Oldřich Zelený. Menší část areálu měla již po nějakou dobu pronajatu firma Futur ze Široké Nivy.
Ke změnám došlo i ve správě obce. Po volbách v roce 2002 odešel do důchodu František Kočař a v čele Široké Nivy po téměř 280 letech stanula opět žena, Alena Mátéová.

### Vývoj počtu obyvatel
Počet obyvatel celé obce Široká Niva podle sčítání nebo jiných úředních záznamů:
| Rok            | 1869 | 1880 | 1890 | 1900 | 1910 | 1921 | 1930 | 1950 | 1961 | 1970 | 1980 | 1991 | 2001 |
| -------------- | ---- | ---- | ---- | ---- | ---- | ---- | ---- | ---- | ---- | ---- | ---- | ---- | ---- |
| Počet obyvatel | 1980 | 2220 | 2245 | 1950 | 2176 | 2058 | 2048 | 1219 | 922  | 795  | 634  | 582  | 573  |

1. ↑  z toho: 533 Čechů, Moravanů a Slezanů, 29 Slováků, 1 Němec, 2 Poláci; 140 řím. kat., 1 čsl. hus., 2 pravosl., 408 bez vyzn.

V celé obci Široká Niva je evidováno 326 adres : 268 čísel popisných (trvalé objekty) a 58 čísel evidenčních (dočasné či rekreační objekty). Při sčítání lidu roku 2001 zde bylo napočteno 221 domů, z toho 152 trvale obydlených. Ke dni 25. 3. 2010 zde žilo 595 obyvatel.
Počet obyvatel samotné Široké Nivy (včetně Markvartic) podle sčítání nebo jiných úředních záznamů:
| Rok            | 1869 | 1880 | 1890 | 1900 | 1910 | 1921 | 1930 | 1950 | 1961 | 1970 | 1980 | 1991 | 2001 |
| -------------- | ---- | ---- | ---- | ---- | ---- | ---- | ---- | ---- | ---- | ---- | ---- | ---- | ---- |
| Počet obyvatel | 1585 | 1677 | 1705 | 1443 | 1399 | 1360 | 1362 | 660  | 723  | 640  | 534  | 507  | 506  |

1. ↑  z toho: Široká Niva 874, Markvartice 488
2. ↑  z toho: 15 Čechoslováků (Široká Niva 13, Markvartice 2), 1338 Němců (Široká Niva 857, Markvartice 481); 1239 řím. kat. (Široká Niva 811, Markvartice 428), 102 evang. (Široká Niva 57, Markvartice 55)
3. ↑  z toho: Široká Niva 415, Markvartice 91

V samotné Široké Nivě je evidováno 258 adres : 221 čísel popisných a 37 čísel evidenčních. Při sčítání lidu roku 2001 zde bylo napočteno 180 domů (129 ve vlastní Široké Nivě a 51 v Markvarticích), z toho 132 trvale obydlených.

## Osobnosti
- Rudolf Koppitz (1884–1936), rakouský fotograf, narozen ve Skrbovicích

## Pamětihodnosti
- Kostel sv. Martina je kulturní památkou ČR.[7]

- Fara čp. 47
- Vila čp. 79

## Galerie

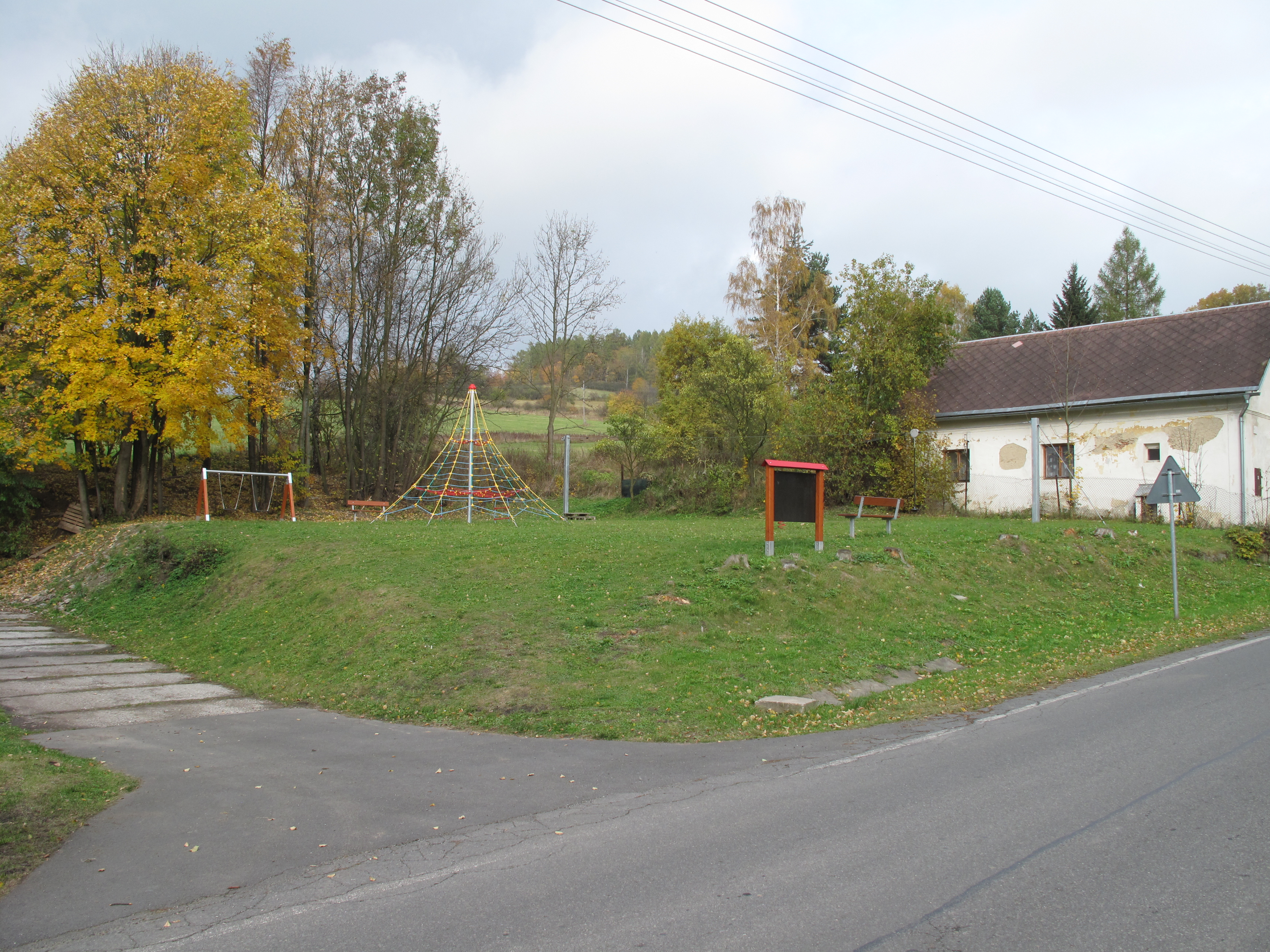
Dětské hřiště
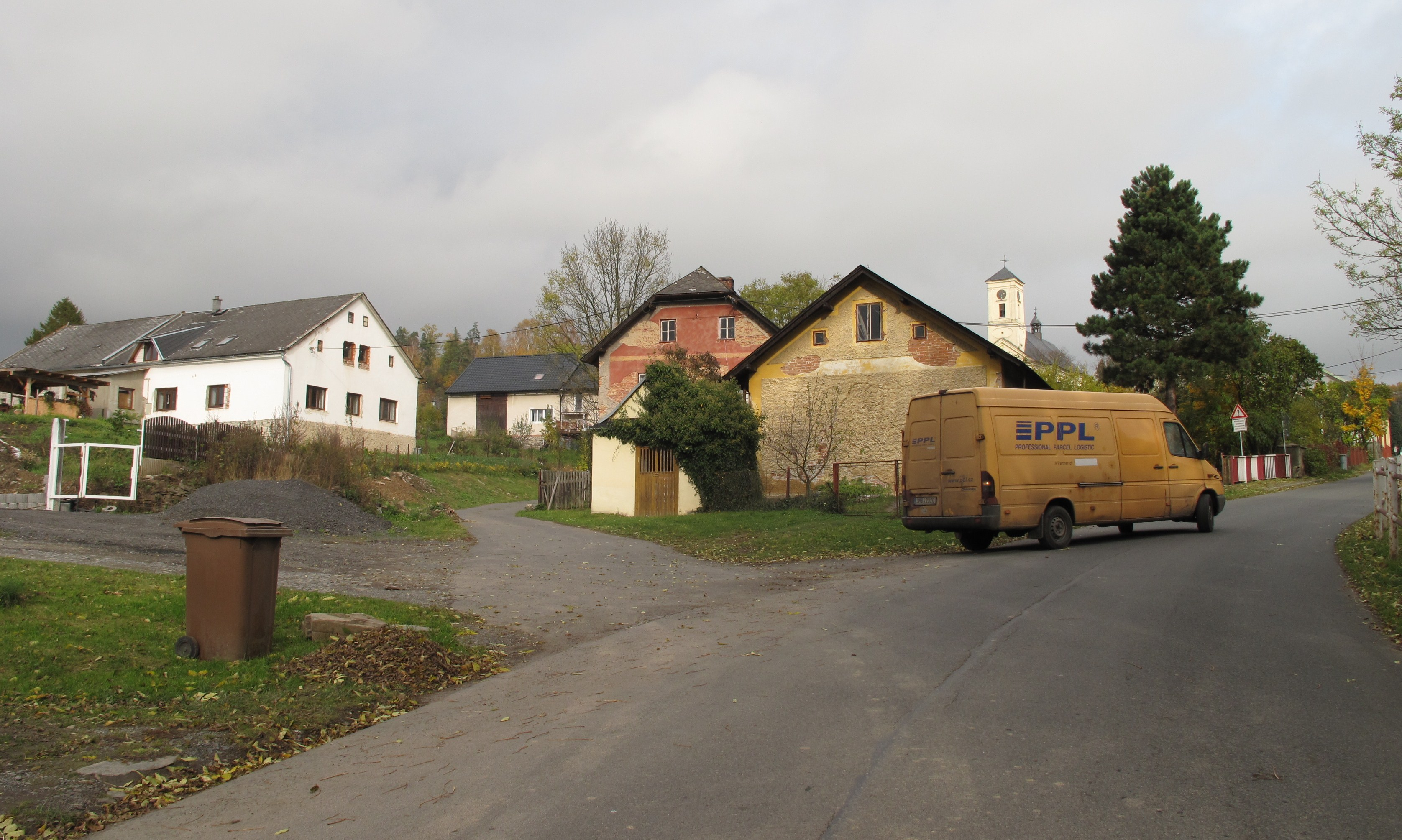
Dodávkový vůz
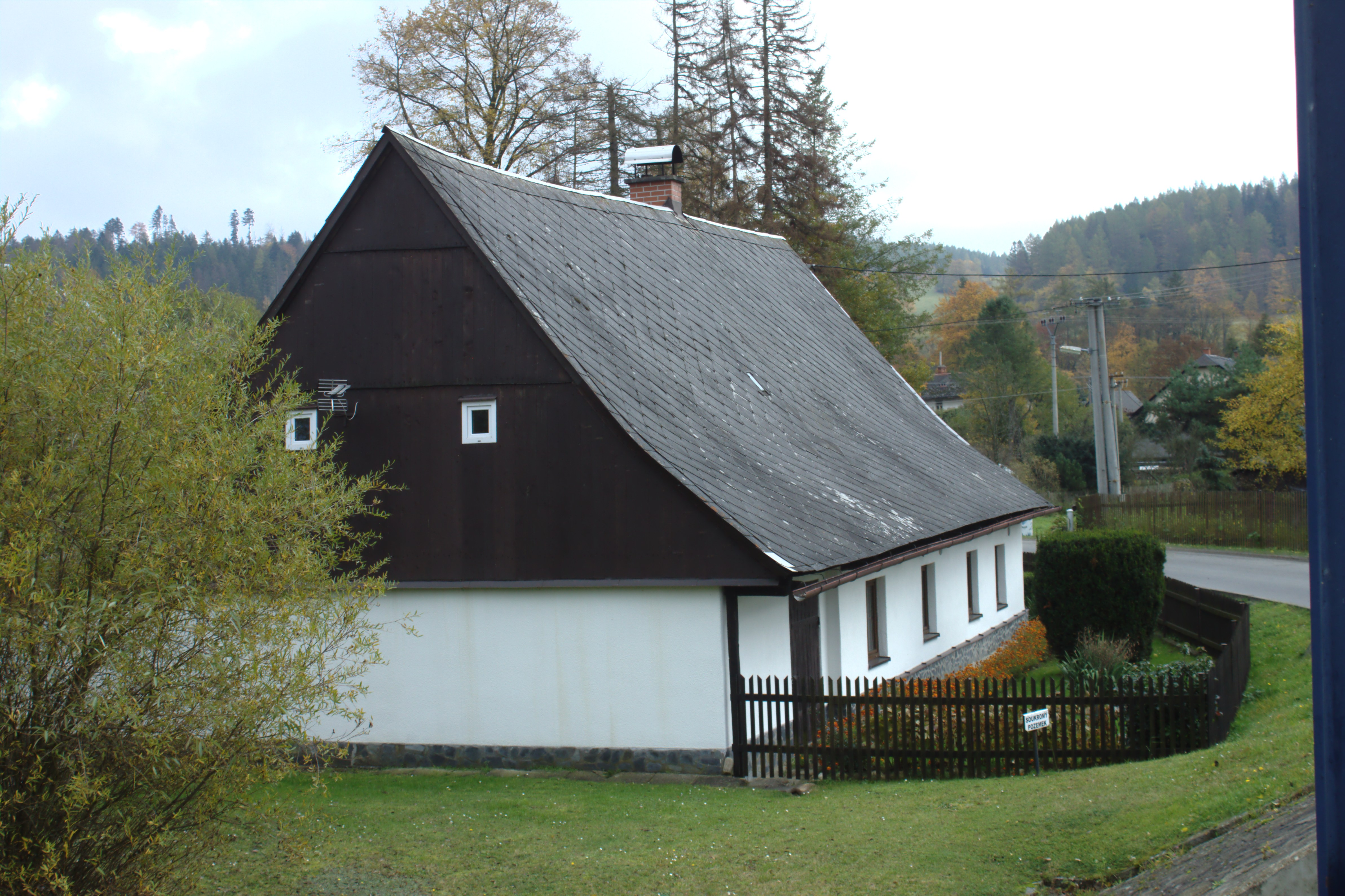
Chalupa